# أياكا ياماشيتا (لاعبة كرة قدم)
أياكا ياماشيت (山下 杏也加) (29 سبتمبر 1995 في أداتشي في اليابان – )؛ هي لاعبة كرة قدم كانت تلعب كحارس مرمى. ولعبت مع منتخب اليابان لكرة القدم للسيدات.

## وصلات خارجية
- أياكا ياماشيت على موقع إي إس بي إن إف سي (الإنجليزية)
- أياكا ياماشيت على موقع قاعدة بيانات كرة القدم.إي يو (الإنجليزية)
- أياكا ياماشيت على موقع Soccerbase.com (لاعب) (الإنجليزية)
- أياكا ياماشيت على موقع Soccerway.com (الإنجليزية)
- أياكا ياماشيت على موقع عالم كرة القدم.نت (الإنجليزية)
- أياكا ياماشيت على موقع أوليمبيديا (الإنجليزية)